# Пуарсон, Брюн
Брюн Пуарсо́н (фр. Brune Poirson; род. 1 сентября 1982, Вашингтон) — французский политик, государственный секретарь при министре комплексных экологических преобразований Франции (2017—2020).

## Биография
Окончила Институт политических исследований (Экс-ан-Прованс) и Лондонскую школу экономики и политических наук, начинала профессиональную карьеру парламентским помощником депутата-лейбориста в Великобритании. Затем работала в офисе министра Сэма Питроды, тогда входившего в правительство Индии. Работала во Французском агентстве развития, занималась гуманитарной деятельностью в Индии. Прошла курс обучения в Школе управления имени Джона Кеннеди при Гарвардском университете в США.
По итогам парламентских выборов 2017 года стала депутатом Национального собрания от партии «Вперёд, Республика!», победив в 3-м избирательном округе департамента Воклюз Эрве де Лепино (Hervé de Lépinau), являвшегося заместителем предыдущей обладательницы мандата — Марион Марешаль-Ле Пен.
21 июня 2017 года назначена государственным секретарём при министре комплексных экологических преобразований Николя Юло, в связи с чем 21 июля сдала мандат на время работы в правительстве.
В марте 2019 года в ходе международного совещания по проблемам изменения климата One Planet Summit избрана вице-президентом одной из структур ООН — Ассамблеи по вопросам окружающей среды (ANUE), штаб-квартира которой находится в Найроби (Кения), но продолжила работу в правительстве.
6 июля 2020 года после отставки премьер-министра Эдуара Филиппа было сформировано правительство Кастекса, в котором Пуарсон не получила никакого назначения.
6 апреля 2021 года Пуарсон объявила об отказе от депутатского мандата и переходе на работу в сеть отелей Accor, где получила должность директора по устойчивому развитию.